# الوود (آیووا)
الوود (به انگلیسی: Elwood) یک منطقهٔ مسکونی در ایالات متحده آمریکا است که در شهرستان کلینتون، آیووا واقع شده‌است. الوود ۲۲۴٫۹۵ متر بالاتر از سطح دریا واقع شده‌است.